# Junioren-Fußball-Südamerikameisterschaft 1975
Die VII. Junioren-Fußball-Südamerikameisterschaft 1975 fand vom 9. August 1975 bis zum 26. August 1975 in Peru statt.
Ausgetragen wurden die Begegnungen zur Ermittlung des Turniersiegers der auch als Juventud de América bezeichneten Veranstaltung in Lima. Es nahmen am Turnier die Nationalmannschaften Argentiniens, Boliviens, Brasiliens, Chiles, Perus und Uruguays teil.
Gespielt wurde im Gruppenmodus in einer alle Teilnehmer umfassenden Gruppe, sowie einem anschließenden Endspiel zwischen dem erst- und zweitplatzierten uruguayischen und chilenischen Team, die beide nach Abschluss der Gruppenphase die gleiche Punktanzahl aufwiesen. Aus der Veranstaltung ging Uruguay als Sieger hervor, die das Finale mit 3:1 nach Elfmeterschießen gewann. Die Plätze zwei bis vier belegten die Nationalteams aus Chile, Argentinien und Peru.
Torschützenkönige des Turniers waren der Uruguayer Hebert Revetria und der Brasilianer Toninho Vanusa mit jeweils vier erzielten Treffern.
Der Kader der Siegermannschaft bestand aus folgenden Spielern:
Vicente Morales, Rodolfo Sergio Rodríguez (beide Cerro), Víctor Duque, Eliseo Rivero (beide Danubio), Washington González, Ricardo Ortíz (beide Defensor Sporting), Juan Ramón Carrasco, Alfredo de Los Santos, José Muníz, Darío Pereira, Hebert Revetria (alle Nacional), Eduardo Belza, Ruben Umpiérrez (beide Peñarol), Jorge da Silva (Rentistas), Juan Carlos Acosta, Julio Antúnez, Omar Correa, Eduardo Pierri (alle River Plate Montevideo) und Miguel Berriel (Wanderers). Trainer der „Celeste“ war Walter Brienza.